# Gazania rigens
Espèce
Gazania rigens est une espèce de plantes à fleurs de la famille des Astéracées (ou Composées) originaire d'Afrique du Sud et du Mozambique. 
Très cultivée dans les jardins, elle est bien adaptée au climat méditerranéen.

## Nomenclature et étymologie
L’espèce fut d’abord décrite et nommée Othonna rigens L. (1760), puis Gorteria rigens L. (1763).
Le botaniste allemand Joseph Gärtner reclassa l’espèce sous le genre Gazania en 1791 dans De Fructibus et Seminibus Plantarum  2: 451.
Le nom générique Gazania est dédié à Théodore de Gaza (1398-1478), qui traduisit en latin les œuvres botaniques de Théophraste, rédigées en grec.
L’épithète spécifique rigens est un emprunt au latin, participe présent de rigeo « raide, dur, ferme », faisant référence aux feuilles rigides.

## Morphologie générale

### Appareil végétatif
Gazania rigens est une plante herbacée, vivace en Afrique du Sud et dans les régions méditerranéennes, annuelle dans les jardins des régions plus froides. Assez basse, elle dépasse rarement 30 cm. Elle forme des touffes souvent très abondantes.
Les feuilles toutes basales, sont alternes, nombreuses, étroites, obovales, se rétrécissant au pétiole, simples ou pinnatifides-pennatiséquées, jusqu’à 11 cm de long sur 3 cm de large.
L'avers des feuilles est vert luisant, le revers blanc grisâtre.

### Appareil reproducteur
Comme toutes les composées, la gazanie fleurit en capitules que l'on prend souvent pour des fleurs simples. Les capitules sont solitaires à l'extrémité de pédoncules dépassant à peine les feuilles. 
Le capitule est sous-tendu par un involucre campanulé de 10 mm de haut sur 15 mm de diamètre, avec 2 à 3 rangées de bractées, couvert d’un duvet blanc. Il est formé d'un disque central (jusqu’à 40 mm de diamètre) de fleurs tubulées,  entourées de fleurs périphériques ligulées, dont la couleur est très variable. Les fleurs jaune orangé sont cependant les plus nombreuses, souvent avec des taches noires à la base des ligules.
Les fleurs se referment la nuit et ne se rouvrent que le lendemain au soleil. 
Le fruit est un akène. Il contient plusieurs graines.

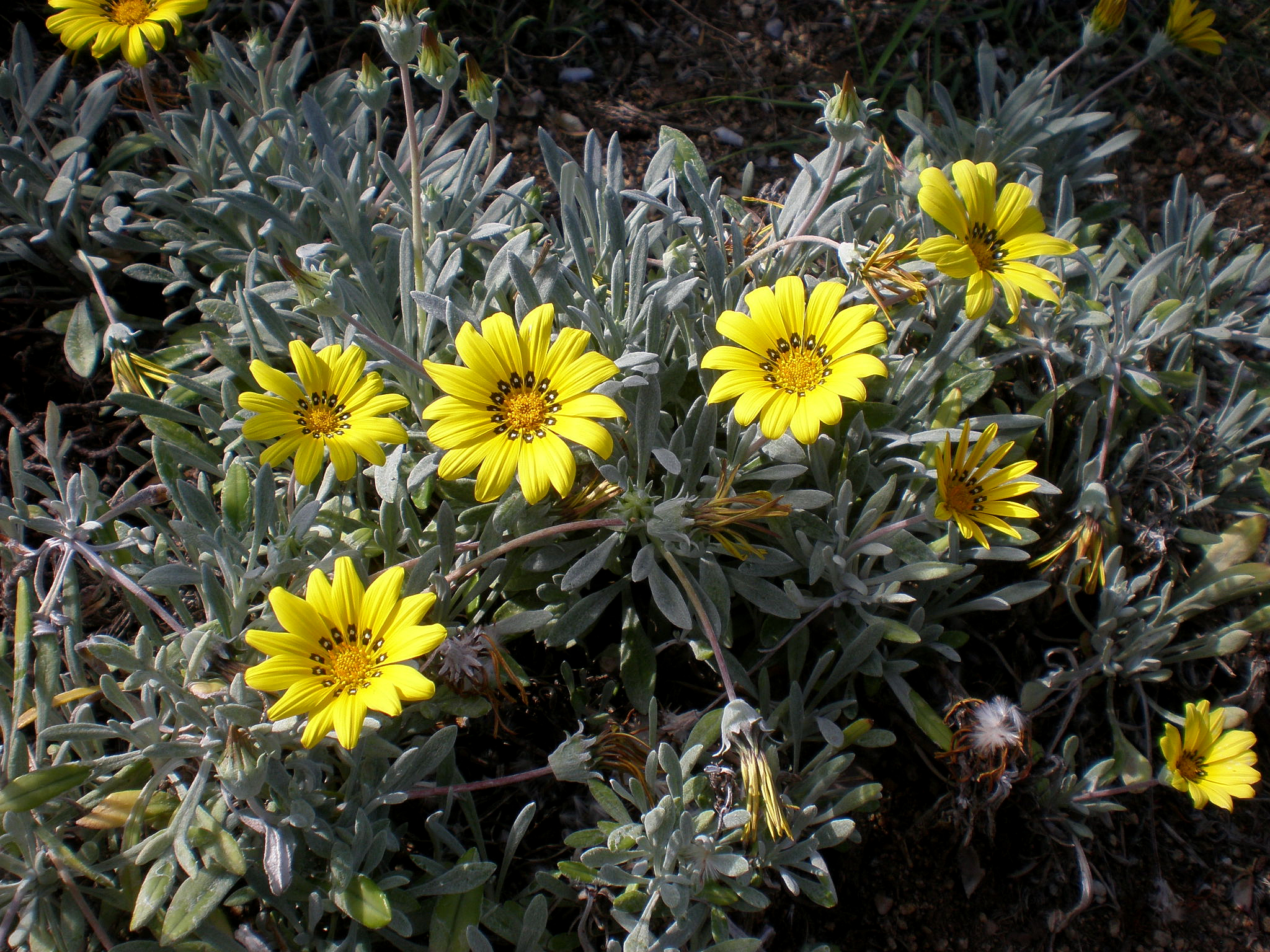
G. rigens (Jardín Botánico de Barcelona).

### Variétés
Trois variétés ont été décrites :
- var. rigens : Feuilles glabres sur le dessus, rayons jaune doré à orange avec une tache noire (œil) près de la base de chaque fleuron ; grandes têtes, lorsqu'elles sont complètement développées, de 40 à 80 mm de diamètre ; involucre en coupe, de 10–15 mm de long (haut). Cette plante n'est pas connue à l'état sauvage, mais seulement à partir de plantes cultivées.
- var. uniflora : Feuilles glabres sur le dessus, rayons jaune vif sans tache noire près de la base, têtes plus petites, lorsqu'elles sont complètement développées, 25 à 40 mm de diamètre sur les rayons ; involucre campanulé, de 7-8(-10) mm de long. Cette variété est présente à peu près à Knysna dans le Cap occidental, tout le long de la côte jusqu'au Cap oriental, au KwaZulu-Natal, au Swaziland et également au sud du Mozambique.
- var. leucolaena : Plante densément tomenteuse blanche partout, rayons jaune vif sans tache noire près de la base, têtes plus petites, lorsqu'elles sont complètement développées 25–40 mm de diamètre à travers les rayons ; involucre campanulé, de 7-8(-10) mm de long. Cette plante n'est présente que dans la partie orientale du Cap occidental et dans la partie occidentale du Cap oriental, le long de la côte.

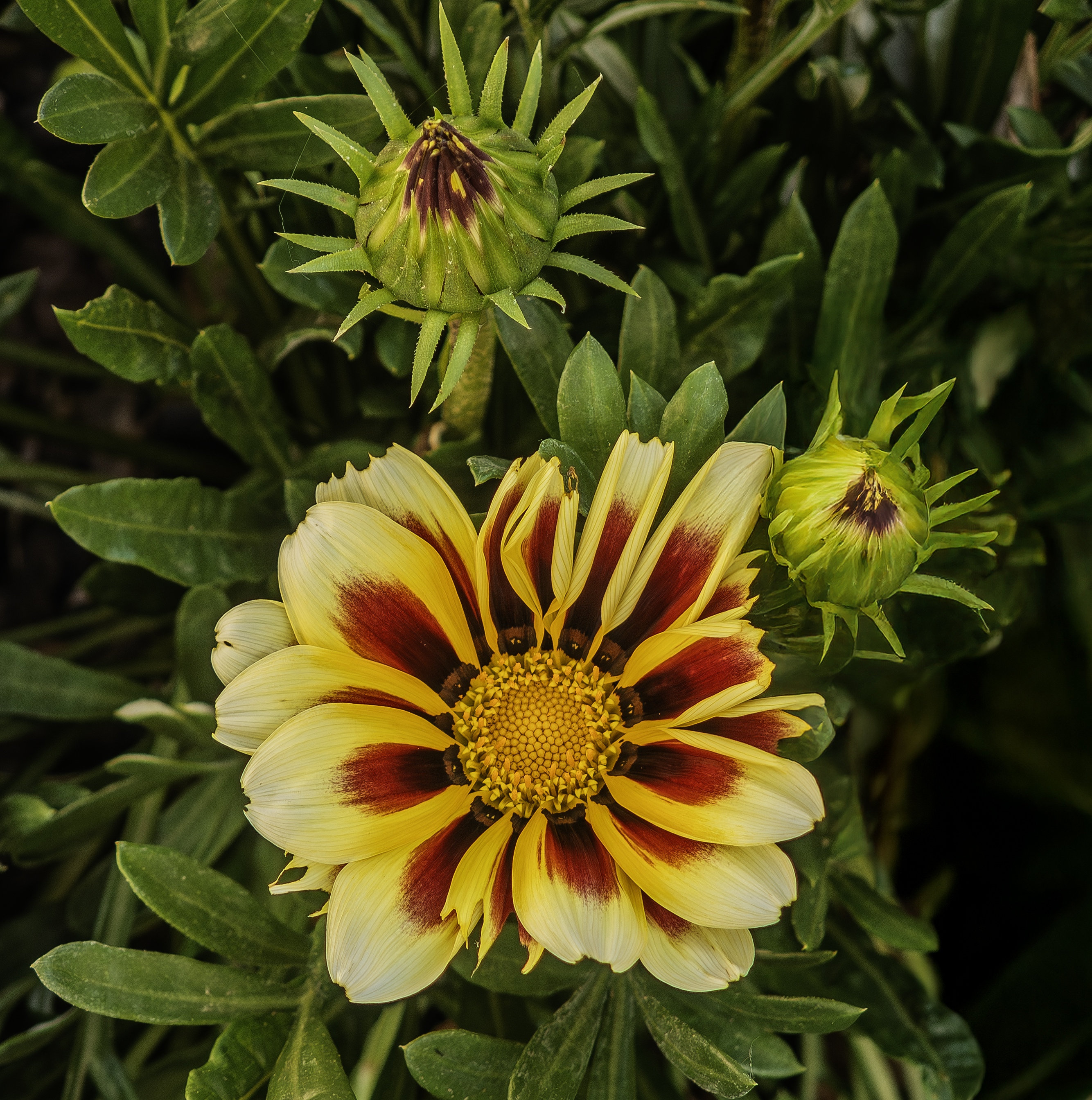
var. rigens fleur et boutons

## Répartition et habitat
Gazania rigens est originaire d'Afrique du Sud et du Mozambique.
Elle s'est naturalisée sur les rivages méditerranéens. Elle s'est aussi naturalisée dans certains lieux aux Açores, en Australie, Nouvelle-Zélande, au Royaume-Uni, en France, au Portugal et en Argentine.
C'est une adventice dans les îles de Madère, en Sicile et Sardaigne et en Espagne.
Elle est très cultivée dans les jardins. Assez indifférente à la nature du sol, elle recherche surtout le soleil, ses capitules se fermant lorsqu'elle est à l'ombre ou lorsque le temps est couvert, et s'adapte bien à la sécheresse. Elle demande beaucoup de soleil.
Floraison se déroule de mars à octobre dans l'hémisphère nord, d’août à février en Afrique du Sud, les fleurs étant cependant plus nombreuses et plus grandes au printemps.

## Synonymes
- Othonna rigens  L.
- Gorteria rigens L.
- Gazania splendens  hort. ex Hend. & A. A. Hend.